# هنري باركس
هنري باركس (بالإنجليزية: Henry Parkes)‏ هو كاتب وصحفي وسياسي أسترالي، ولد في 27 مايو 1815 في وركشير في المملكة المتحدة، وتوفي في 27 أبريل 1896 في سيدني في أستراليا. حزبياً، نشط في حزب التجارة الحرة.

## مناصب
- انتخب Premier of New South Wales [الإنجليزية]‏ (8 مارس 1889 – 23 أكتوبر 1891).
- انتخب Premier of New South Wales [الإنجليزية]‏ (25 يناير 1887 – 16 يناير 1889).
- انتخب Premier of New South Wales [الإنجليزية]‏ (21 ديسمبر 1878 – 4 يناير 1883).
- انتخب Premier of New South Wales [الإنجليزية]‏ (22 مارس 1877 – 16 أغسطس 1877).
- انتخب عضو الجمعية التشريعية نيو ساوث ويلز عن دائرة Electoral district of Mudgee [الإنجليزية]‏ (1872 – 1872).
- انتخب عضو المجلس التشريعي نيو ساوث ويلز.
- انتخب Premier of New South Wales [الإنجليزية]‏ عن دائرة Electoral district of Mudgee [الإنجليزية]‏ (14 مايو 1872 – 8 فبراير 1875).

## روابط خارجية
- هنري باركس على موقع الموسوعة البريطانية (الإنجليزية)
- هنري باركس على موقع إن إن دي بي (الإنجليزية)